# Breakthru
Breakthru ist ein Rocksong der britischen Rockband Queen. Er erschien 1989 auf dem Album The Miracle. Als zweite Single ausgekoppelt, erreichte das Lied in Großbritannien Platz 7 der Charts, in den Niederlanden Platz 4 und in Irland Rang 6. Der Titel ist auch auf dem 1991 veröffentlichten Kompilationsalbum Greatest Hits II vertreten.

## Lied
Der von Queen und David Richards produzierte Song beginnt mit einem 34-sekündigen, langsamen, vokal- und klavierorientierten Intro, welches Freddie Mercury ursprünglich für einen anderen, nie vollendeten Song komponierte. Das Intro geht abrupt über in den zweiten Teil des Songs, geschrieben von Roger Taylor. Das Klavier weicht zunächst einem bassgetragenen, ansteigenden Rhythmus, der mit dem Einfall von Mercurys Gesang und Synthesizern in ein rockiges, später von Brian Mays Gitarrenspiel geprägtes Arrangement übergeht.
Der Text, welcher allgemeine Gefühle und Interessen des Sängers in Bezug auf eine zweite Person (honey) ausdrückt, mündet regelmäßig im Titel des Liedes, Breakthru, dem „letzten Durchbruch“, beziehungsweise (in metaphorischem Sinne zu ebendem) dem Durchbruch vom Regen zum Sonnenschein:
Breakthru, yeah, to the sunshine from the rain.
Im Refrain heißt es wiederum:
If I could only reach you

If I could make you smile

If I could only reach you

That would really be a breakthru.
Der Text beinhaltet zudem leicht ironische Passagen:
I get religion quick

’Cos you're looking divine.

(Ich werde sofort religiös, weil du so göttlich aussiehst.)
Das Lied endet nach einem Solo von Brian May und wiederholtem Refrain mit einem Wiederaufgriff des bassbestimmten Themas.

## Besetzung
- Freddie Mercury: Lead und Backing Vocals, Piano, Keyboard
- Brian May: E-Gitarre, Backing Vocals
- Roger Taylor: Schlagzeug, Keyboard, Backing Vocals
- John Deacon: E-Bass
- David Richards: Keyboard, Programming

## Video
Das Musikvideo zeigt zunächst während des Intros eine maskierte Frau, gespielt von Roger Taylors damaliger Partnerin Debbie Leng. Zu Beginn des zweiten Songteils durchbricht, passend zum gesungenen Breakthru, eine Dampflokomotive mit der Aufschrift  „Miracle Express“ eine Backsteinmauer. Liveauftritten nachempfunden sieht man die vier Bandmitglieder zusammen auf der Plattform des Eisenbahn-Waggons spielen.
Der Clip wurde in zwei Tagen von Rudi Dolezal und Hannes Rossacher (DoRo) auf der Nene Valley Railway in Cambridgeshire gedreht.
Da der Zug zwischen 30 und 60 mph fuhr, und auf einem offenen Waggon gedreht wurde, waren die Bandmitglieder auf 2 Millionen Pfund versichert, falls ihnen etwas zustößt.